# Sphedamnocarpus transvaalicus
Sphedamnocarpus transvaalicus är en tvåhjärtbladig växtart som först beskrevs av Carl Ernst Otto Kuntze, och fick sitt nu gällande namn av Burtt Davy. Sphedamnocarpus transvaalicus ingår i släktet Sphedamnocarpus och familjen Malpighiaceae. Inga underarter finns listade i Catalogue of Life.